# 魯氏非鯽
魯氏非鯽，為輻鰭魚綱鱸形目隆頭魚亞目慈鯛科的其中一種，分布於非洲奧卡萬戈河流域，體長可達10.4公分，棲息在植被生長的沼澤、淺水域，雄魚具有領域性，生活習性不明，可作為觀賞魚。